# Chaohe (köping i Kina)
Chaohe (kinesiska: 潮河镇, 潮河) är en köping i Kina. Den ligger i provinsen Sichuan, i den sydvästra delen av landet, omkring 210 kilometer sydost om provinshuvudstaden Chengdu. Antalet invånare är 44 826. Befolkningen består av 21 874 kvinnor och 22 952 män. Barn under 15 år utgör 21,0 %, vuxna 15-64 år 65 %, och äldre över 65 år 13,0 %.
Genomsnittlig årsnederbörd är 1 434 millimeter. Den regnigaste månaden är september, med i genomsnitt 295 mm nederbörd, och den torraste är december, med 19 mm nederbörd.